# Pezzo (Villa San Giovanni)
Pezzo (U Pezzu in dialetto reggino) è una frazione del comune di Villa San Giovanni, in provincia di Reggio Calabria. Si sviluppa lungo la costa dalla fine dell'adiacente centro di Cannitello sino al porto di Villa (che assicura i collegamenti con la Sicilia) e sino al centro cittadino all'interno. Il suo fulcro è l'omonima Punta Pezzo, il punto più prossimo alla sponda siciliana dello stretto di Messina, dove si trova il nucleo più antico del quartiere e il santuario della Madonna delle Grazie. Zona marginale e periferica sino ai primi anni ottanta, essendo allora poco popolato ed abitato per lo più da famiglie di pescatori, in due decenni si è espanso sino a raggiungere il centro cittadino ed a divenire il quartiere più popoloso di Villa San Giovanni. Il borgo nei dintorni della chiesa mantiene il suo aspetto marinaro, con le tante imbarcazioni da pesca ormeggiate lungo il lungomare dal quale si gode di un ampio panorama sullo stretto.

## Storia
Il sito dell'attuale quartiere di Pezzo corrisponderebbe all'antico Capo Cenide e sarebbe prossimo a quello della Colonna Reggina, punto del Trajectum Siciliae (passaggio per la Sicilia) sin dall'antichità, esistente già all'epoca delle guerre puniche. La zona, secondo gli studi dello storico villese Luigi Nostro, sarebbe stata caratterizzata verosimilmente dalla presenza di un centro abitato, il quale ebbe fine probabilmente nel V secolo, distrutto da popolazione barbariche giunte sino allo Stretto, forse nel 412 dallo stesso Alarico, il quale assediò Reggio e tornò poi indietro, trovando la morte a Cosenza.
Negli anni immediatamente successivi la fine dell'Impero Romano d'Occidente, proprio presso Pezzo sorse il nuovo insediamento di Cene, che pero fu abbandonato anche questo fra l'850 e l'870, a causa delle incursioni saracene. I suoi abitanti fondarono Cenisio nell'entroterra pre-aspromontano: tale centro lungo il medioevo cambiò il suo nome in Fiumara di Muro o dei Mori, l'attuale Fiumara. La denominazione della zona come Pezzo risale almeno al XVII secolo: infatti nell'Atlas Novus Italiæ, atlante olandese del 1655, la contrada è indicata come Torre del Pezzolo. Il toponimo Torre è dovuto, con ogni probabilità, alla presenza di una torretta di avvistamento contro incursioni nemiche o piratesche, costruita dalla Signoria di Fiumara nel XVI secolo.

## Il Santuario di Maria Santissima delle Grazie
Presso Punta Pezzo, nell'antico rione di pescatori, si trova il Santuario di Maria Santissima delle Grazie, centro devozionale conosciuto a livello locale.

Una chiesa dedicata alla Madonna delle Grazie è stata sempre presente a Pezzo sin dal XVIII secolo, ma l'attuale tempio (risalente agli anni cinquanta) è stato eretto a parrocchia soltanto il 4 giugno 1982 da mons. Aurelio Sorrentino. Sin dal XVIII secolo si attribuivano miracoli e guarigioni alla Madonna delle Grazie di Pezzo ed altri le sono stati attribuiti nel XX secolo. Si celebra la festa il 2 luglio, data in cui accorrono a Pezzo numerosi fedeli dai paesi limitrofi e anche dalla vicina Messina e dal suo circondario. Recentemente è stata proclamata santuario regionale da mons. Vittorio Mondello, arcivescovo di Reggio Calabria-Bova.

## Galleria d'immagini

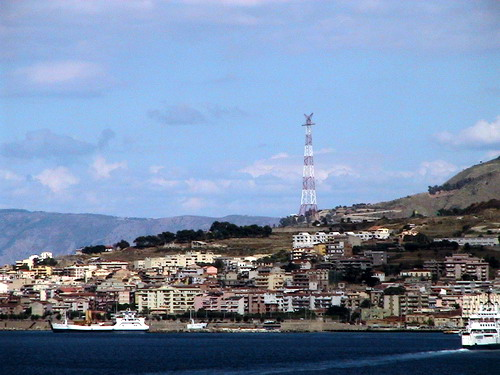
Vista di Pezzo e del porto di Villa negli anni '90
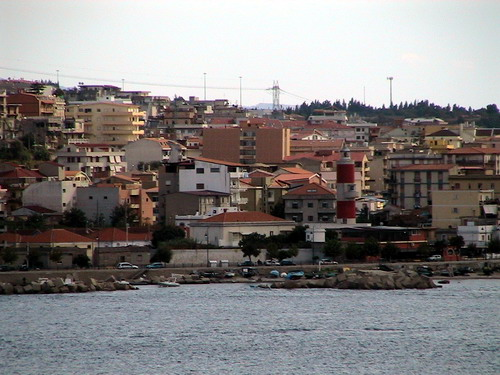
Vista del faro e dell'abitato di Pezzo
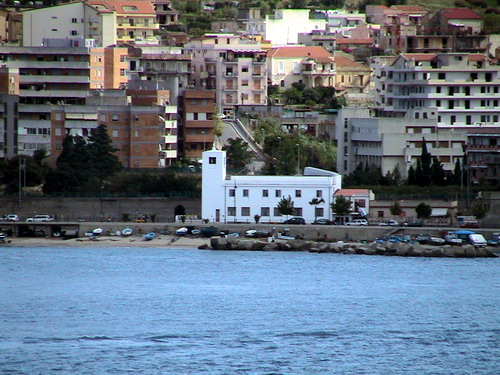
Il Santuario di Maria SS.ma delle Grazie e l'abitato dal mare
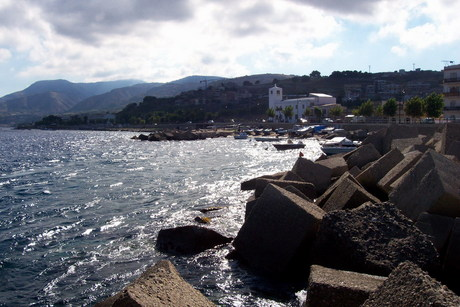
Vista del lungomare e del Santuario di Maria SS.ma delle Grazie